# Демосфен
Демосфе́н (др.-греч. Δημοσθένης, Dēmosthénēs; 384 г. до н. э., Афины — 12 октября 322 г. до н. э.) — древнегреческий афинский государственный деятель и оратор. Выступал против агрессии Македонии, после поражения в Ламийской войне был вынужден покончить с собой. Сохранилось более 60 произведений, приписываемых Демосфену (так называемый Демосфеновский корпус).

## Ранние годы
Демосфен родился в 384 году до н. э. Его отец, которого также звали Демосфен, был зажиточным оружейником, жившим поблизости от Афин. Отец принадлежал к местному племени пандионис и жил в деме Паяния.  Из выступления его конкурента Эсхина против Ктесифонта известно, что дедом Демосфена был афинянин Гилон, получивший от боспорского правителя город Кепы (на территории Таманского полуострова).  В схолиях к Демосфену указывается, что Гилон получил Кепы и τόπους τίνάς, то есть некоторые поселения. Гилон здесь женился, по одной версии (Эсхина) — на скифянке, по другой — (схолии к Демосфену) — «на дочери одного из туземцев». Но источники сходятся в том, что при бракосочетании Гилон взял богатое приданое. Если Гилон, будучи в Кепах, женился на туземке, то, скорее всего, она была дочерью знатного синда или меота. Для Эсхина важно было выяснить не столько точное наименование его племени, сколько показать варварское происхождение, и в таком случае название «скифянка» было самым понятным афинянам. Отсюда и стремление Эсхина подчеркнуть низкое происхождение Демосфена, когда он в одной из речей указывал даже, что Демосфен походил по матери, чье имя было Клеобула, от кочевых скифов, что, как полагают историки, маловероятно.
В возрасте 7 лет Демосфен осиротел, и хотя отец позаботился о его благосостоянии, законные опекуны — Афоб, Демофонт и Фериппид, — растратили его наследство. Плутарх приводит рассказ о том, как у Демосфена впервые появилось желание заниматься риторическим искусством:
Заметив, как учителя и дядьки сговариваются пойти послушать Каллистрата, Демосфен упросил и умолил своего дядьку взять с собою и его… Каллистрат выступил очень удачно, стяжав огромное восхищение слушателей, и Демосфен позавидовал его славе, видя, как целая толпа с громкими похвалами провожает оратора домой, но ещё больше был поражен силою слова, которая, как он тогда понял, способна одолеть и покорить все. И вот, забросив прочие науки и мальчишеские забавы, он целиком отдался упражнениям в красноречии, чтобы со временем и самому сделаться оратором. 
Главным учителем его в красноречии был Исей, по некоторым известиям, Демосфен был также учеником Платона. Диоген Лаэртский считает, что Демосфен обучался у Евбулида в то время, когда преодолевал свои недостатки как оратора (Diog. L. II 108). Мечтая о славе оратора, взял себе за образец Перикла и прилежно изучал Фукидида, переписав его восемь раз собственноручно. Афиняне в то время были очень избалованы по отношению к ораторам: от оратора требовались не только внутреннее содержание, но известная мимика, разные приёмы рук, пальцев, положение тела во время речи, игра физиономии. Между тем Демосфен был косноязычен, имел слабый голос, короткое дыхание, привычку подёргивать плечом и пр. Настойчивостью и энергией он победил все эти недостатки.
Он учился ясно произносить слова, набирая в рот черепки и камешки, произнося речи на берегу моря, при шуме волн, заменявших в данном случае шум толпы; всходил на крутизны, громко читая поэтов; упражнялся в мимике перед зеркалом, причём спускавшийся с потолка меч колол его всякий раз, когда он, по привычке, приподнимал плечо. Изучая образцы красноречия, Демосфен по неделям не выходил из комнаты, обрив себе половину головы, во избежание соблазна. Его первые попытки говорить публично не имели успеха; но, ободрённый актёром Сатиром, Демосфен продолжал работать над собой.
Достигнув совершеннолетия в 366 году до н. э., Демосфен потребовал от опекунов отчёта. Выяснилось, что вместо предполагавшихся 15 талантов осталось денег и имущества в целом на 70 мин (талант с небольшим). В возрасте 20 лет он через суд потребовал возмещения ущерба. Он произнёс пять речей: три — против Афоба в 363 и 362 годах до н. э. и две против Онетора, свойственника Афоба, в 362 и 361 годах до н. э., но в результате в 361 году до н. э. добился возвращения лишь малой доли оставленного ему отцом наследства — 10 талантов. Однако его ораторское искусство было замечено.

## Конфронтация с Филиппом Македонским
Демосфен стал логографом — сочинителем судебных речей на заказ. В конце 350-х годов до н. э. он начал свою политическую деятельность, произнося речи совещательного характера. В течение нескольких лет Демосфен возглавлял зрелищный фонд (теорикон), а затем — военный фонд.
Политическая деятельность Демосфена началась с усилением Филиппа Македонского. Филипп стал македонским царём в 359 году до н. э. На следующий год он напал на Амфиполь, сообщив афинянам, которые претендовали на этот город, что, захватив его, передаст афинянам. Те поверили и, по словам Демосфена, направили к Филиппу посольство, которое якобы заключило тайное соглашение с царём о передаче ему Пидны (союзника Афин) в обмен на Амфиполь. Однако, захватив Амфиполь и не передав его Афинам, Филипп вскоре захватил и Пидну, которую также оставил под своей властью. Афиняне были возмущены обманом и объявили Филиппу войну. Началась вялотекущая война, в которой афиняне оказались не в состоянии предпринять активные действия против Филиппа, так как их силы были задействованы в других регионах.
Предвидя гибель афинской свободы, Демосфен выступил со своими знаменитыми филиппиками и олинфскими речами. В 351 году до н. э. он в первый раз энергично указал афинянам на тайные замыслы Филиппа и побуждал сограждан пожертвовать всем для создания сильного флота и войска. В своей первой «филиппике», открывшей цикл речей, он показывает свою оптимистическую позицию, призывая афинян не падать духом. Он указывал на то, что афиняне проигрывают не потому, что Филипп сильнее, а потому что афиняне не задействовали в должной мере свой потенциал. Зорко следил он за всеми военными действиями Филиппа в Греции, горячо убеждая народ помогать противникам Филиппа, чтобы не дать ему усилиться. Демосфен не падал духом от неудач; но когда Филипп силой и хитростью завоевал Фокиду, поставил свои условия Фивам, избран был сам в число амфиктионова судилища и прислал послов в Афины, Демосфен произнёс речь «О мире» и советовал уступить перевесу силы, в ожидании удобной минуты для новой борьбы. Демосфен вошёл в число послов, отправленных, чтобы заключить с Филиппом мирный договор, названный впоследствии Филократовым миром.
Вскоре Филипп воспользовался враждой аргивян с лакедемонянами и послал на помощь первым войско и деньги, надеясь проникнуть этим путём в Пелопоннес. Тогда Демосфен, с другими послами из Афин, отправился удержать аргивян и мессенцев от союза с Филиппом. Несмотря на коварство Филиппа, послы которого уверяли афинян в его миролюбии и жаловались, что Демосфен напрасно восстановляет против него всю Грецию, Демосфен, благодаря страстному красноречию и глубокому убеждению, снова разоблачил его во второй своей филиппике и вложил в уста народа достойный ответ и вызов Филиппу. Заслуга Демосфена должна быть ценима на этот раз особенно высоко, потому что Филипп подкупами и другими средствами приобрёл сильных друзей в Афинах; во главе их стоял Эсхин, явившийся опасным врагом Демосфена. С ним и его партией снова пришлось считаться Демосфену, когда Филипп завоевал Эвбею, всё более угрожая свободе Афин.
И на этот раз победили энергия, благородство и талант Демосфена. Он поднял всю Грецию против Филиппа. Фокион, во главе войска, собранного по настоянию Демосфена, изгнал из Эвбеи тиранов, посаженных Филиппом. Вскоре Филипп принуждён был также снять осаду Перинфа. Демосфен был увенчан золотым венцом на празднике больших Дионисий; но ему не суждено было завершить успешно дело рук своих. Третья Священная война позволила Филиппу проникнуть в самое сердце Греции; он захватил Элатею. Народ в Афинах пришёл в отчаяние, узнав об этом. Один Демосфен не падал духом, и по его настоянию, при его личном содействии, между Афинами и Фивами состоялся договор, повлёкший за собой две победы. В Афинах торжествовали, на голову Демосфена возложили венок; но радость эта была последней и короткой.
Битва при Херонее, в 338 году до н. э., положила конец свободе и независимости Греции. Демосфен участвовал в битве в качестве рядового гоплита, и, по замечанию Плутарха, сбежал с поля боя. После битвы Демосфену поручили произнести надгробную речь на похоронах павших при Херонее. Филипп, по своему обыкновению, старался после победы приобрести расположение Афин, отпустив пленных без выкупа, выдав тела убитых и пр.; но Демосфен не переставал предостерегать доверчивых афинян. Он приобрёл этим много врагов, так как лукавая кротость Филиппа и его деньги подкупали граждан. Однако, несмотря на происки Эсхина, Демосфен был снова увенчан народом. Борьба партий продолжалась много лет и окончилась полным торжеством Демосфена, после речи его «О венце». Это последнее состязание привлекло тысячи слушателей со всей Греции, и сам Эсхин признал совершенство красноречия своего знаменитого противника.

## Конфронтация с Александром Македонским
Смерть Филиппа возбудила новые надежды. Демосфен убеждал не отдавать гегемонию в руки наследника Филиппа, надеясь поднять снова всю Грецию и другие народы, покорённые царём. Александр не дал опомниться противникам и быстро подавил волнение. Его победы не сломили духа Демосфена. Он воспользовался восстанием Фив, чтобы снова уговорить Афины свергнуть иго Александра. Александр усмирил восстание, жестоко наказал Фивы, потребовал от афинян выдачи Демосфена, но, уступая просьбам афинского народа, оставил ему благородного патриота. С этой поры, однако, судьба преследовала Демосфена. Он был впутан врагами в большой процесс, приговорён к уплате крупной суммы, и, не имея её, бежал в Эгину и Трезену.

Когда умер Александр, казалось, счастье снова повернулось в сторону Демосфена. Он вернулся из изгнания, афиняне с торжеством встретили его и стали слушать его, вооружаясь к борьбе, воодушевляемые подвигами Леосфена, запершего и осадившего Антипатра в Ламии. Однако, вскоре была проиграна битва при Кранноне, а когда Антипатр, победитель восставших городов, двинулся на Афины, Демосфен бежал на Калаврию.

## Гибель
Народ Афин по предложению Демада вынес Демосфену и его сторонникам смертный приговор. За ними Антипатр выслал «охотников на людей» под предводительством Архия.
Здесь Демосфен, окружённый людьми Архия, принял яд в храме Посейдона, не желая отдаться живым в руки врагов (322 г. до н. э.). Плутарх хвалит Демосфена, что он, хотя и пытался вымолить себе жизнь, но вовремя раздобыл и применил ядовитое зелье, спасся под защитой высшего алтаря, вырвавшись из рук наёмников и посмеявшись над жестокостью Антипатра.
Афиняне вскоре поставили ему памятник вблизи этого храма. На цоколе статуи была вырезана надпись
Одной из достопримечательностей Канцы является мраморный лев; о нём говорят, что он был частью гробницы Демосфена и относится к IV веку до нашей эры.

## Личная жизнь
По словам Псевдо-Плутарха, Демосфен был один раз женат. Единственная информация о его жене, имя которой неизвестно, — это то, что она была дочерью известного гражданина Гелиодора. Согласно резкому замечанию Эсхина, у Демосфена также была дочь, «единственная, кто когда-либо называл его отцом». Его дочь умерла молодой и незамужней за несколько дней до смерти Филиппа II.
Его племянником был Демохар, афинский оратор и государственный деятель, один из немногих выдающихся афинян периода упадка.

## Наследие
Речи Демосфена называют «зеркалом характера», подчёркивая их непосредственную связь с воззрениями автора, в противовес софистике, понятой в духе её критики Платоном, как известного безразличия к содержанию высказывания и примата формы. Риторическая практика Демосфена довольно близка к теоретической риторике, разработанной его современником Аристотелем. В частности, пониманием риторики как практической логики, что создаёт акцент на последовательности, связности, точности умозаключений, как следствие превалирование аrgumentum ad rem и ad veritatem, над ad hominem и ad pathos и отстраняет на второй план декоративные элементы речи. В приготовлении к речам проводил он нередко целые ночи. Язык его величествен, но прост, серьёзен и приятен, сжат, но вместе с тем удивительно плавен. Он достигал успеха не стремлением к эффектам, но нравственной силой, благородством мысли, любовью к родине, её чести, её славе и её прошлому. Обличительные речи Демосфена были едкими и желчными, за что, по сообщению Плутарха, современники прозвали оратора аргом (др.-греч. ἀργῆς, «змея»). Число речей Демосфена, известных в древности, было 65. Из них сохранилась 61, но в том числе несколько, принадлежность которых Демосфену сомнительна.
Греческие авторы приписывали Демосфену авторство фразеологизма «спорить о тени осла», историю об этом споре он рассказал на одном из своих судебных процессов. Учеником Демосфена был Киней — выдающийся оратор и дипломат, служивший Пирру.

### Сочинения Демосфена
- В серии «Loeb classical library» сочинения изданы в 7 томах (№ 238, 155, 299, 318, 346, 351, 374)
- В серии «Collection Budé» сочинения изданы Архивная копия от 9 апреля 2016 на Wayback Machine в 13 томах.
- Демосфен. Речи [I-XIX]. / Пер., ст. и примеч. С. И. Радцига. (Серия «Литературные памятники»). М.: Издательство АН,1954. 608 стр. 5000 экз.
- Демосфен. Письма. / Пер. В. В. Вальченко. // ВДИ. 1981. № 2-3.
- Демосфен. Речи. В 3 т. / Отв. ред. Е. С. Голубцова, Л. П. Маринович, Э. Д. Фролов. (Серия «Памятники исторической мысли»). М., Памятники исторической мысли, 1994. (полный русский перевод речей и писем)
- Недавние английские переводы:
  - Goldstein, Jonathan A. (1968). The Letters of Demosthenes. Columbia University Press.
  - Harvey Yunis (ed.), Demosthenes, On The Crown. Cambridge Greek and Latin Classics. Cambridge: Cambridge University Press, 2001. Pp. xiii & 314. ISBN 0-521-62092-9. ISBN 0-521-62930-6. (рецензия Архивная копия от 11 октября 2008 на Wayback Machine)
  - Douglas M. MacDowell, Demosthenes: On the False Embassy (Oration 19). Edited with Introduction, Translation, and Commentary. Oxford: Oxford University Press, 2000. Pp. 368. ISBN 0-19-815303-1. (рецензия Архивная копия от 6 марта 2008 на Wayback Machine)
  - Harvey Yunis (trans.), Demosthenes, Speeches 18 and 19. The Oratory of Classical Greece, vol. 9. Austin, TX: University of Texas Press, 2005. Pp. xxix, 243. ISBN 0-292-70577-8. ISBN 0-292-70578-6. (рецензия Архивная копия от 6 сентября 2008 на Wayback Machine)
  - D.M. MacDowell, Demosthenes: Against Meidias (Oration 21). Oxford: Clarendon Press, 1990. ISBN 0-19-814763-5. (рецензия)
  - Victor Bers (trans.), Demosthenes, Speeches 50-59. Austin, TX: University of Texas Press, 2003. Pp. 237. ISBN 0-292-70922-6. (рецензия Архивная копия от 8 июля 2008 на Wayback Machine)
  - Ian Worthington (trans.), Demosthenes: Speeches 60 and 61, Prologues, Letters. The Oratory of Classical Greece, Volume 10. Austin, TX: University of Texas Press, 2006. Pp. xxxv, 142. ISBN 978-0-292-71332-1. (рецензия)

### Античные источники
- Плутарх. Избранные жизнеописания. М.:Правда, 1990, т. II.
- Phillip Harding, Didymos: On Demosthenes. Clarendon Ancient History Series. Oxford: Oxford University Press, 2006. Pp. 286. ISBN 0-19-928359-1. (рецензия Архивная копия от 4 июня 2008 на Wayback Machine)
- Статьи о Демосфене в словаре «Суда» Архивная копия от 9 апреля 2016 на Wayback Machine